# Yarhai
Yarhai (griechisch Iaraios) war ein palmyrischer Kaufmann, der in der ersten Hälfte des zweiten nachchristlichen Jahrhunderts lebte. Er ist vor allem von einer zweisprachig (griechisch und palmyrenisch) verfassten Inschrift auf einer Säulentrommel aus Palmyra bekannt.
Yarhai war der Sohn eines gewissen Nebuzabad, der wohl auch aus Palmyra stammte. Die in das Jahr 131 n. Chr. datierte Inschrift berichtet, dass Yarhai von dem König der Charakene Meredates als Satrap in Bahrein eingesetzt wurde, das damals also unter der Herrschaft der Charakene stand.